# Eestirand
Eestirand (Ээстиранд, с эст. — «Эстонское побережье»), в 1941 году — ВТ-532, — самый крупнотоннажный пароход Эстонии в 1932—1939 годах, построенный в 1910 г. на верфи в Дамбартоне (Шотландия).

## История
Построено в 1910 г. на верфях A. Mcmillan & Sons Ltd., в Дамбартоне (Dumbarton). Заводской номер: 437. Ранее судно имело названия: Strathardle (1910—1916), Harold Dollar (1916—1927), Glenbeath (1927—1932).
После покупки судна акционерным обществом Kalandus Oü за 120 тысяч эстонских крон оно прибыло в 1932 г. в Таллин и получило имя Eestirand. Пароход приспособили под базовое рыболовецкое судно в составе рыболовной флотилии, в которую входили также судна Põhjarand, Läänerand, Harjurand и Virurand, занимавшиеся ловом рыбы в Норвежском море в районе Исландии до 1936 г. Капитаном судна был Якоб Лепни (Jakob Lepni). Также «Eestirand» использовалось в качестве торгового судна.
После установления в Эстонии Советской власти «Eestirand» был включён в состав Эстонского государственного морского пароходства. С началом Великой Отечественной войны мобилизован для нужд фронта и включён в состав Краснознамённого Балтийского Флота СССР в качестве военного транспорта. 24 августа 1941 г. во время эвакуации населения эстонской столицы и переброски нескольких тысяч мобилизованных в РККА эстонских солдат и около 40 старших офицеров в Кронштадт идущий в составе конвоя Eestirand, получивший обозначение ВТ-532 (военный транспорт № 532), был атакован и тяжело повреждён немецкой авиацией около острова Кери. Чтобы избежать затопления в результате двух вызванных авиабомбами пробоин, капитан Борис Нелке отвёл судно на мель у острова Прангли. При бомбёжке было убито 44 человека, несколько сот выбросились за борт, 2762 человека сошли на остров. Эстонскому экипажу и призывникам удалось разоружить советских военнослужащих на борту корабля и взять остров под свой контроль, водрузив флаг Эстонской Республики на высокой сосне(после войны на острове был установлен мемориал в честь погибших в трагедии). В ходе войны судно было окончательно затоплено. 15 ноября 1941 г. полузатопленное судно было обстреляно советской подводной лодкой Щ-311, а в августе 1944 г. дополнительно выведено из строя самолётом-торпедоносцем. После войны в 1946 г. было поднято силами АСС КБФ, отбуксировано в Таллин в Коплиский залив и в 1948 г. частично разрезано на металлолом в порту Пальяссааре. Однако большая часть судна была затоплена недалеко от причала, паровые трубы иногда можно увидеть из-под воды59°27′50″ с. ш. 24°43′14″ в. д..

## Галерея

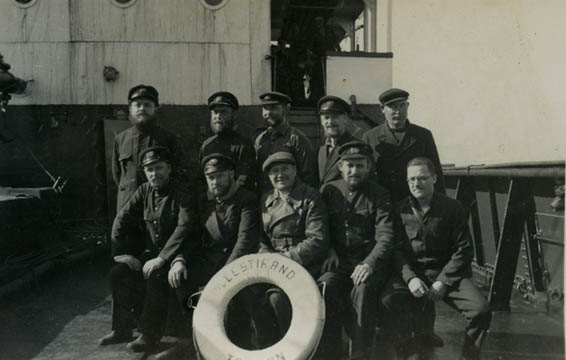
Члены экипажа в 1930-х
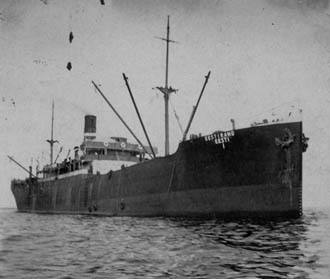
Судно в 1932 году